# Château de Nontron
Le château de Nontron est un château français implanté sur la commune de Nontron dans le département de la Dordogne, en région Nouvelle-Aquitaine.
Il fait l'objet d'une protection au titre des monuments historiques.

## Situation
Le château de Nontron se situe dans le nord du département de la Dordogne, en Périgord vert, dans le sud de la ville de Nontron, avenue du Général-Leclerc, à proximité de la route départementale 675 — l’ancienne route nationale 675 —, sur un promontoire au-dessus de la vallée du Bandiat qu'il domine d'une quarantaine de mètres.

## Historique
Dans la deuxième moitié du VIIIe siècle, Roger, comte de Limoges, fait donation du château de Nontron à l'abbaye de Charroux dans le but d'y créer un monastère. L'édifice est mentionné comme Castrum Netronence en 769 puis Castrum Netronensem) en 785.
Chef-lieu de l'une des quatre « centaines » (divisions administratives) du Limousin à l'époque mérovingienne, Nontron est mentionnée en 921 sous le nom de Centena Nontronensis.
Le castrum est remplacé au XIe siècle par une véritable forteresse.
Nontron est ensuite devenue un archiprêtré ainsi qu'une châtellenie enregistrée dans les comptes de la sénéchaussée du Périgord (mentionnée comme Castellania de Nontronio en 1365).
Selon la tradition, en 1199, Richard Cœur de Lion aurait été blessé lors du siège de Nontron et serait mort quelque temps plus tard lors du siège de Châlus-Chabrol.
En 1258, le château est transmis à la vicomté de Limoges.
En 1377, Bertrand du Guesclin séjourne à Nontron avant d'attaquer le château des Bernardières tenu par les Anglais, qu'il réussit à vaincre.
Du début du XVIe siècle jusqu'en 1655, les familles de Puysilhon et du Faure de la Roderie, également  propriétaires du château de Beauvais à Lussas-et-Nontronneau, sont les propriétaires du château appelé alors château des Peytavis[réf. nécessaire].
En 1569, lors des guerres de Religion, Nontron est attaquée par les troupes de Coligny qui s'emparent de la ville et massacrent les 80 défenseurs de la forteresse.
En 1600, Henri IV vend le château à la maison de Coulonges-Pompadour,.
En 1672 puis 1713, le château est incendié.
À partir de 1751, le président du Parlement de Bordeaux, Jean-Charles de Lavie, fait bâtir un nouveau château sur les bases de la forteresse précédente. Le nouvel édifice est achevé en 1788.
Il fait l'objet d'une importante rénovation après un incendie en 1850. Il est ensuite successivement la propriété des familles de La Ramière, Mazerat, Lagorsse, et Saint-Sernin.
Le château de Nontron est inscrit au titre des monuments historiques le 9 novembre 1984 pour ses façades et toitures, ainsi que pour sa bibliothèque et les boiseries de celle-ci.
Acheté par Marie Camille de Monneron dans les années 1970, il abrite de 1980 à 2003 un musée des poupées dans lequel étaient reconstitués des intérieurs en miniature du XIXe siècle et du début du XXe siècle et où étaient exposés de nombreux jeux ou jouets anciens.
Racheté en 1984 par la commune de Nontron, il accueille au rez-de-chaussée depuis 2009 le Pôle expérimental des métiers d'art de Nontron et du Périgord-Limousin (Pema).
En 2020, les étages étant en mauvais état, la Fondation du patrimoine ouvre une souscription pour restaurer le château qui fait partie des douze sites de la Nouvelle-Aquitaine retenus pour bénéficier de l'aide du Loto du patrimoineet doit recevoir à ce titre une aide de 100 000 euros de la part de la Mission Patrimoine de Stéphane Bern. De plus, la mission mécénat du groupe Axa doit verser 100 000 euros pour aider à cette restauration.

## Architecture
Le château médiéval comportait des courtines, un donjon, des tours, une chapelle romane et des logis défendus par des chemins de ronde. De cette forteresse originelle subsistent des caves voûtées.
Orienté nord-sud dans sa longueur, l'édifice actuel est de plan rectangulaire avec un rez-de-chaussée surmonté d'un étage plus un autre de combles mansardés. Les façades est et ouest, identiques, présentent un avant-corps central de trois travées encadré de pilastres à bossages. Légèrement avancé par rapport au reste de la façade, cet avant-corps est surmonté d'un fronton triangulaire sculpté, orné d'un médaillon avec en son centre un M majuscule. Au nord et au sud, de chaque côté de cet avant-corps, le bâtiment se compose de quatre travées et les combles sont éclairés par trois lucarnes.
À son extrémité sud, un petit bâtiment d'un étage lui est accolé dans lequel est situé le bureau de Nontron de l'Office de tourisme du Périgord Nontronnais.
À l'est, au pied du château, s'étage un parc en terrasses appelé « jardin des Arts ».

## Images

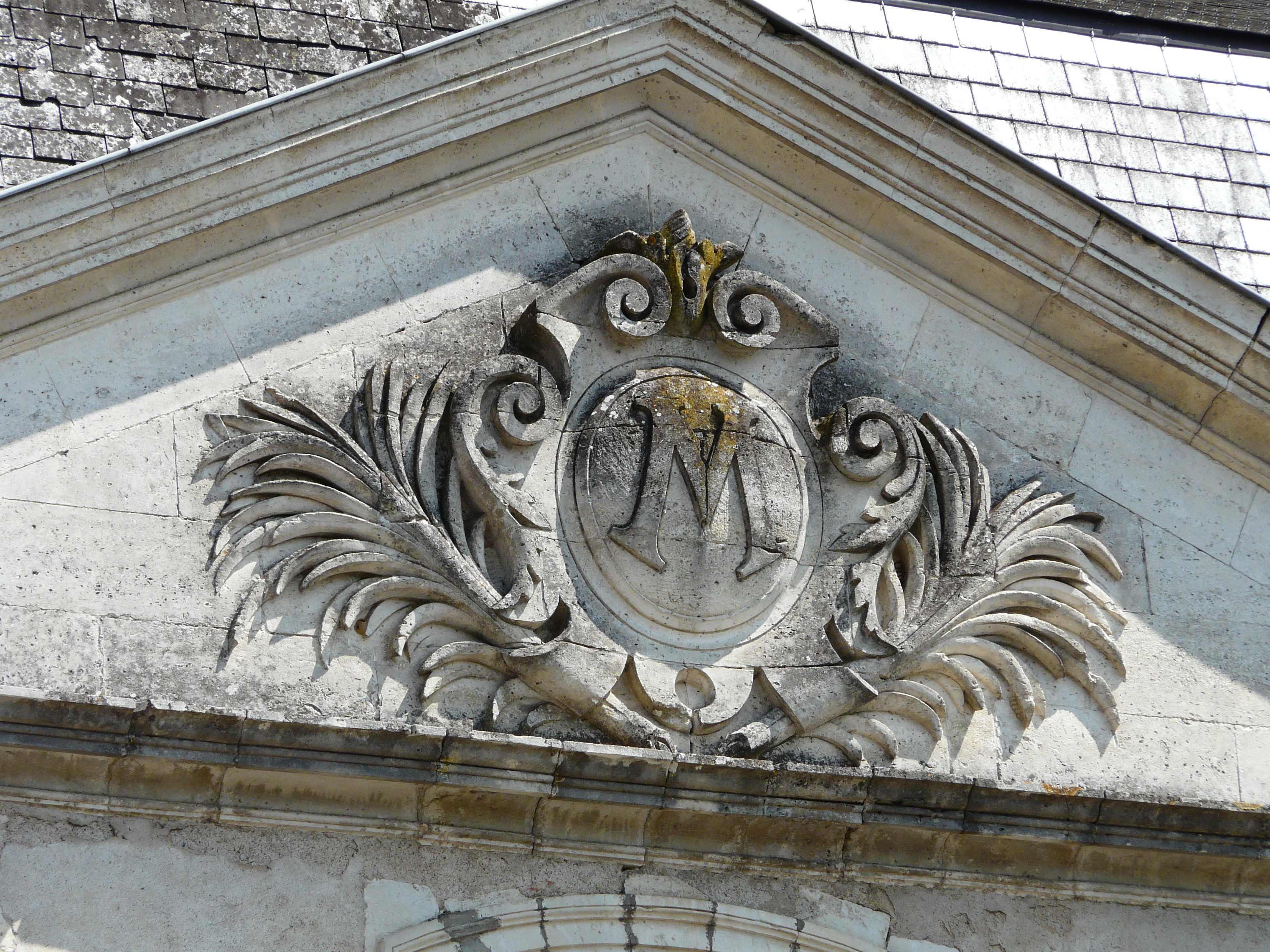
Le fronton de la façade ouest.
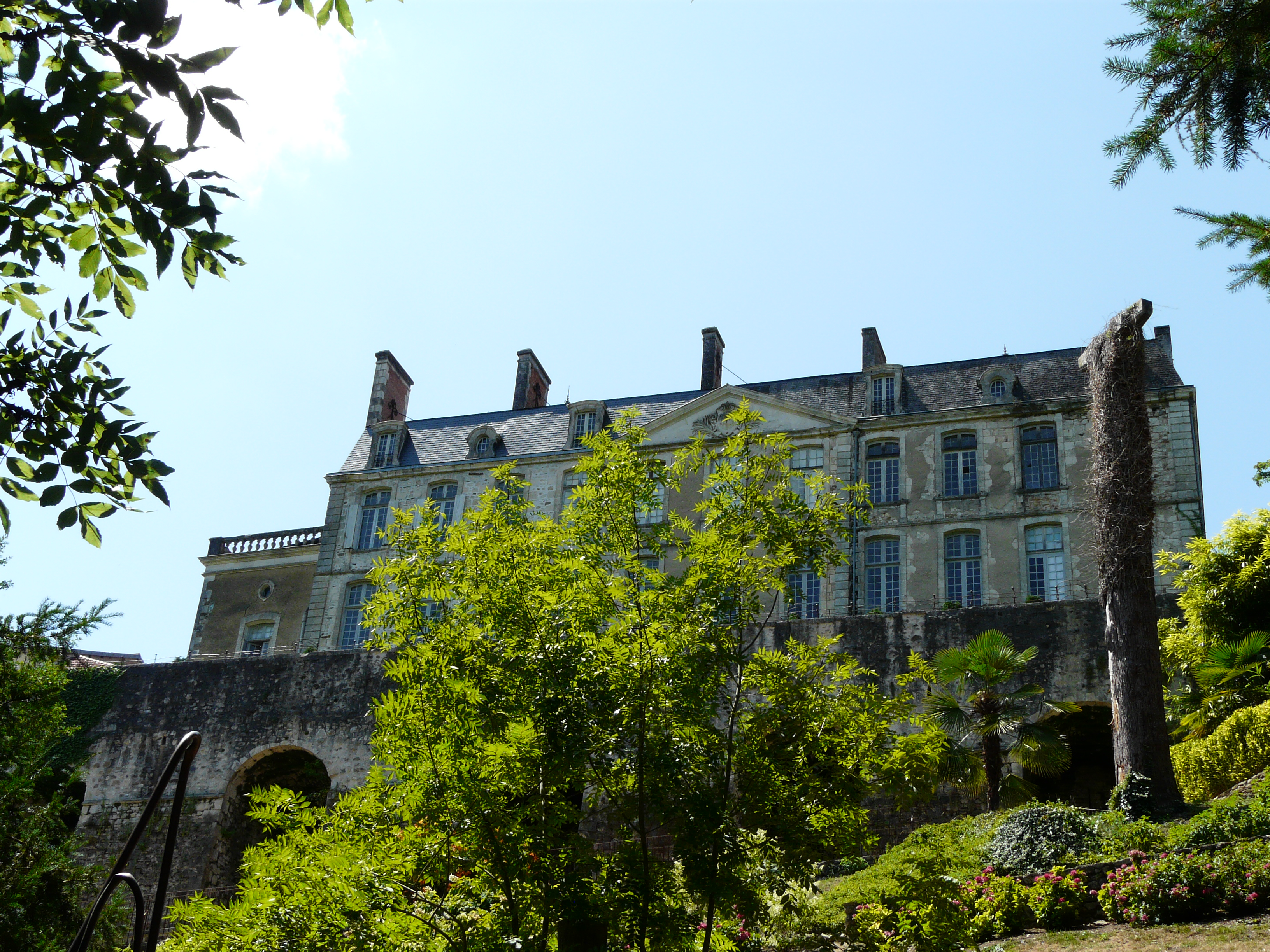
La façade orientale.
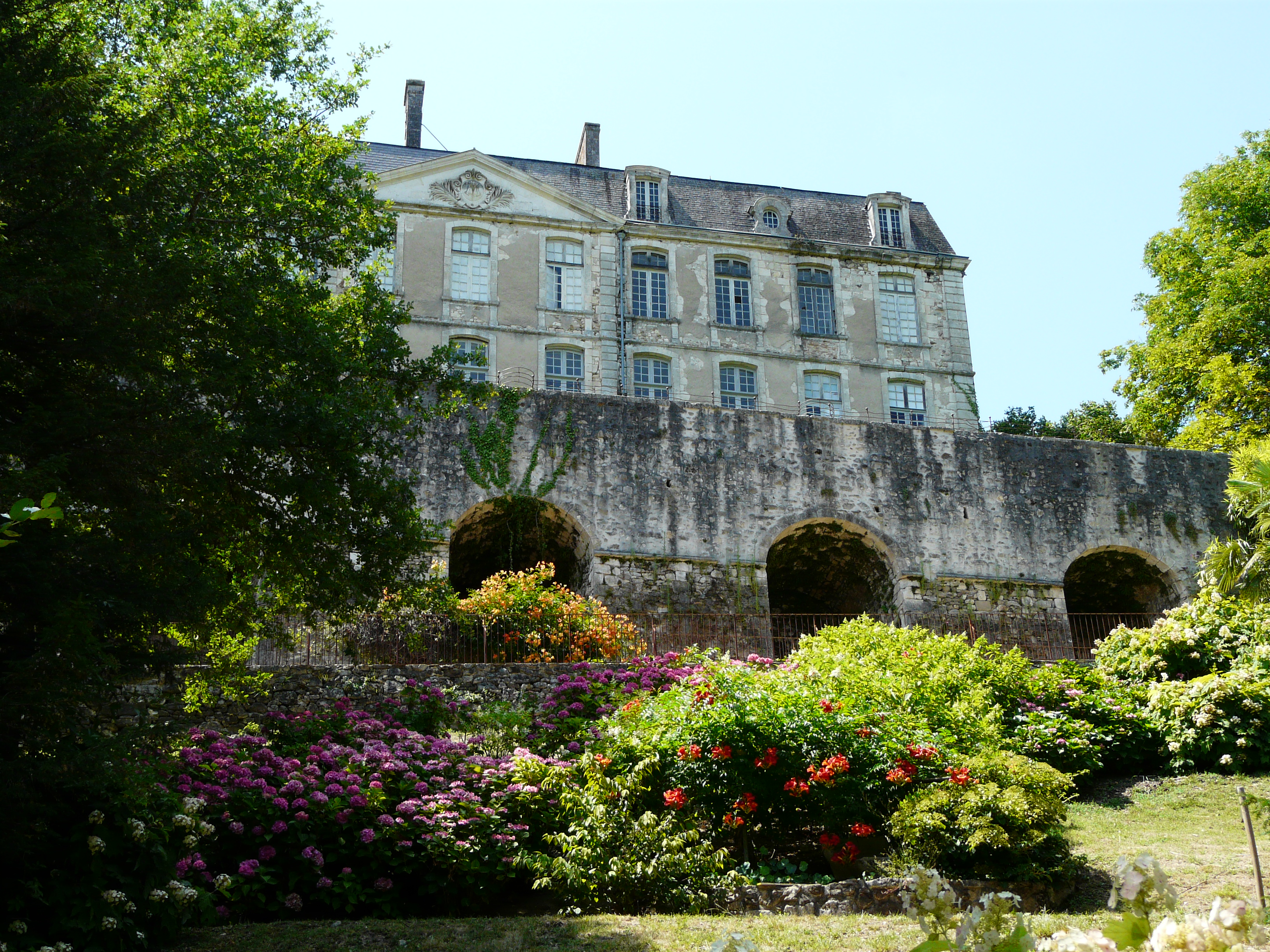
Le jardin des Arts sous la façade orientale.
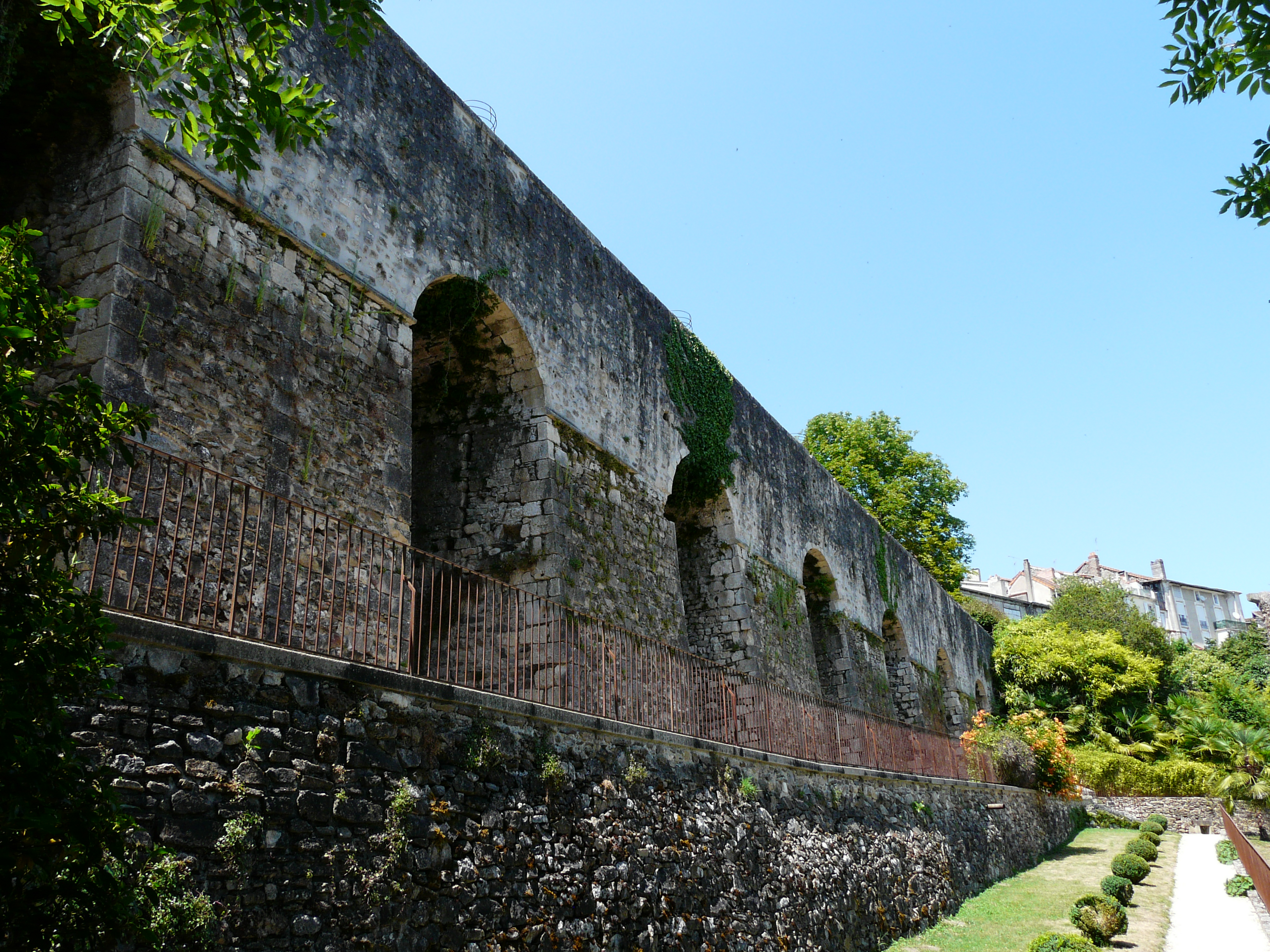
Le jardin des Arts au pied des soubassements du château.
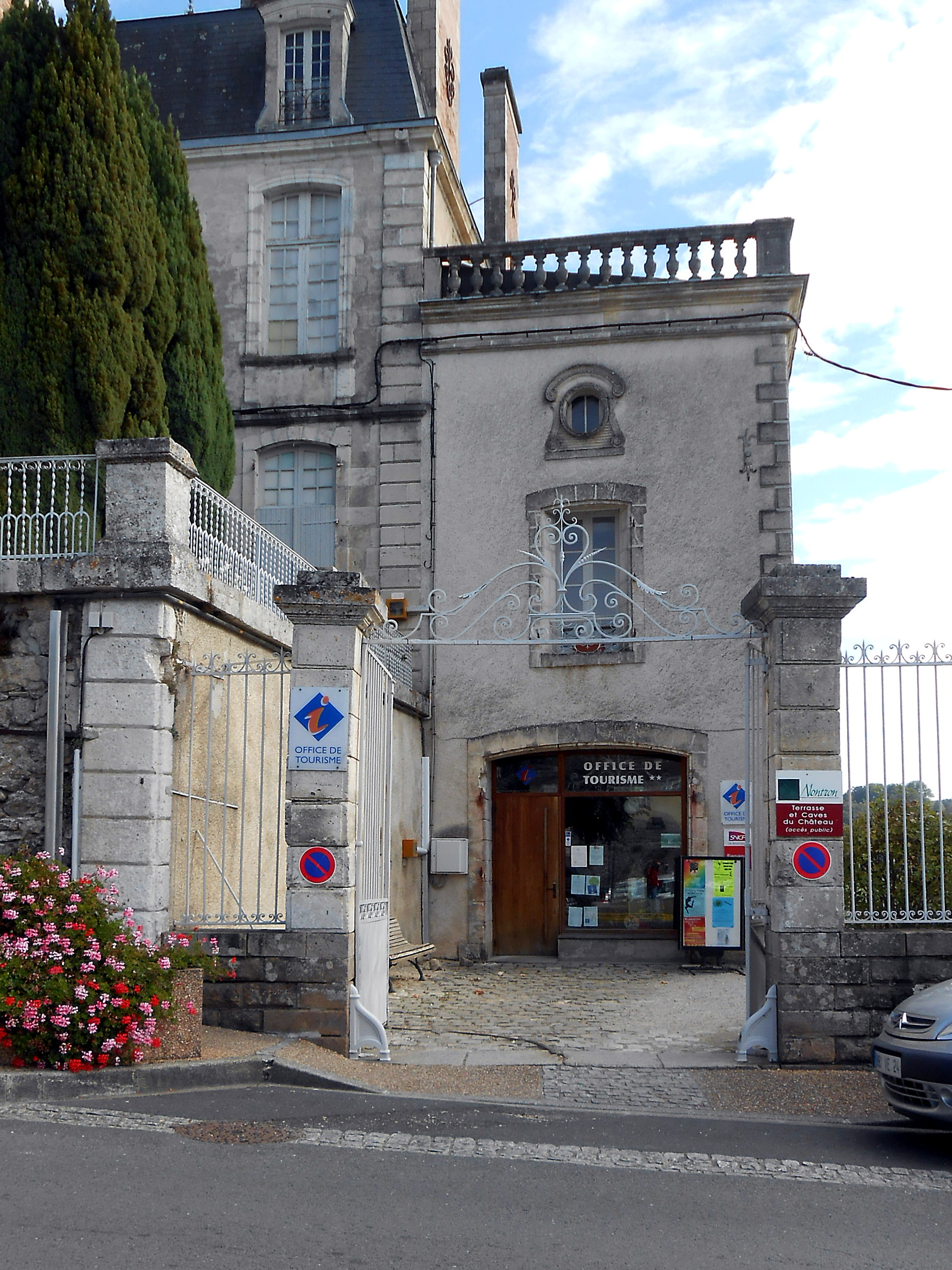
Le bureau de l'office du tourisme, à l'extrémité sud du château.